# أسوكا كازاما
أسكا كازاما (باليابانية: 風間 飛鳥، بالروماجي: Kazama Asuka)، تعلمت الفنون القتالية الشعبية بأسلوب كازاما (مقتبس من الأيكيدو وفنون قتالية يابانية أخرى) على يد والدها، مدرب دوجو بالقرب من أوساكا. منذ أن كانت فتاة صغيرة. بطبيعتها، كانت أسكا تعتقد بقوة نحو العدالة وقضت معظم أوقات فراغها في الاقتصاص نوعاً ما، فك النزاعات بالقرب. في الوقت الذي ظهرت فيه اللعبة، أسكا في عمر السابعة عشر عاماً وطالبة في المرحلة الثانوية (نفس المدرسة التي تذهب إليها لينغ شاويو)، وهي أيضاً ابنة عم جين كازاما. عادت أسكا في أحد الأيام من المدرسة لتكتشف أن الدوجو قد تدمرت. وقد تعرض التلاميذ لإصابات عنيفة وأصيب والدها بشدة حيث أُخذ إلى المستشفى. في الأيام التالية، وصل محقق من هونغ كونغ، ليه وولونغ، وأخبرها بأن المجرم سيشارك في بطولة ملك القبضة الحديدية 5. من أجل الانتقام من المجرم وإصلاح الدوجو، شاركت أسكا في البطولة مع ليه. لم تستطع أسكا العثور على فينغ ويه، الشخص المتسبب في الهجوم، ومع نهاية البطولة، عادت أسكا إلى الهدوء وحياتها العادية. لكن حياتها لم تبقَ هادئة لفترة طويلة، حيث اكتشفت أسكا أن هناك علاقة بينها وبين جين كازاما، وأنه الشخص المتسبب في الحرب المرعبة التي تدور حول العالم. شاركت أسكا في بطولة ملك القبضة الحديدية 6 بغية تقديم جين إلى المساءلة. لكن مع تقدم اللعبة، ساهمت أسكا إسهاماً ضئيلاً أو اهتماماً في إيقاف جين، وعندما ينهي شخص اللعبة بأسكا، فإن نهايتها تقودها إلى شجار آخر مع منافستها، ليلي.
سوف تظهر أسكا في اللعبة القادمة ستريت فايتر X تيكن ويمكن اللعب بها.

## وصلات خارجية
- تيكن ويكي
- تيكنبيديا الإنجليزية